# 14 km (rejon łużski)
14 km (ros. 14 км) – przystanek kolejowy w miejscowości Romanszczina, w rejonie łużskim, w obwodzie leningradzkim, w Rosji. Położony jest na linii Ługa – Batieckij.